# Reacție Darzens
Reacția Darzens (de asemenea cunoscută și ca condensarea Darzens) este o reacție chimică a unei cetone sau aldehide cu un α-halogenoester în prezența unei baze, iar în urma acesteia se obține un α,β-epoxi-ester, denumit și ester glicidic. Reacția a fost denumită după chimistul Auguste George Darzens, care a descoperit-o în anul 1904.

## Mecanism de reacție
Într-o primă etapă are loc o deprotonare datorată intervenției unei baze tari, când se obține un carbanion la atomul de carbon legat de halogen. Datorită grupei ester, carbanionul se stabilizează prin rezonanță, prin intermediar enolat. Acest intermediar este un nucleofil care atacă gruparea carbonilică, formând o nouă legătură carbon-carbon. Anionul localizat la oxigen suferă un atac nucleofil SN2 intramolecular, când se substituie atomul de halogen cu formarea structurii epoxidice. Astfel se poate spune că reacția Darzens este o reacție de condensare, întrucât prin legarea a două molecule de reactant se elimină o moleculă de HCl.
Principalul rol al esterului este acela de a favoriza deprotonarea inițială, așadar se pot folosi în locul său alți compuși cu grupe funcționale carbonilice. De exemplu, dacă se pleacă de la o α-halogeno-amidă, produsul va fi o α,β-epoxi-amidă. Dacă în schimb se pleacă de la o α-halogeno-cetonă, produsul va fi o α,β-epoxi-cetonă.